# Signo del gallo
El signo del gallo en el horóscopo chino corresponde a los nacidos en los años 1909 - 1921 - 1933 - 1945 - 1957 - 1969 - 1981 - 1993 - 2005 - 2017 - 2029. Los nacidos en este signo es considerado como los héroes, los menos comprendido, los más excéntrico y los más inteligentes. A los gallos no se les ve desaliñados, se pasean mostrando toda su dignidad; es fácil enamorarse de ellos y difícil olvidarlos, ya que este signo suele ser muy atractivo, sobre todo por su elegancia personal. También representa el nuevo amanecer y el comienzo, por el canto cuando sale el sol. En ocasiones se le emparenta o hace representar al antiguo Feng Huang o Fénix chino, pues además de creencias populares, existe el famoso "Gallo Fénix", Onagadori.

## Características del gallo en la cultura china
El gallo, como jefe del corral, es orgulloso, pero de corazón blando, seguro de sí mismo, vanidoso y autoritario. Su lema es ante todo la lealtad "llamar las cosas por su nombre", ser francos, abiertos y sinceros, siempre dirán la verdad y mantendrán la palabra dada. Persigue el respeto y la admiración, ante un talento arrollador. Se esconde un embustero que disfraza su verdadera naturaleza, teme que descubran sus puntos débiles.
Su mayor característica es su capacidad de observación, permanece atento a los detalles, al extremo que parece tener ojos en la espalda; nada escapa a su apreciación, consigue sacar adelante proyectos ambiciosos al mismo tiempo que obtiene reconocimiento social. Suelen tener gran precisión y exactitud en sus observaciones.
¿Qué simboliza el gallo en el Horóscopo chino?
Además de ser el décimo (10) signo del zodiaco chino, el gallo simboliza de siete (7) cosas en China.
- Se encuentran asociados a la puntualidad y la honestidad.

- El segundo es la valentía y la competitividad. Esto se origina con la lucha que está en la sangre del gallo, es común ver a dos ejemplares peleando entre sí.

- El tercer lugar, se dice que los gallos simbolizan a los cazadores de fantasmas. Las historias populares chinas, todos los espíritus es espantan por el canto del gallo ya que solo pueden aparecer en la noche, puesto que el canto de ellos significa que se acerca el día. La causa es que se origina la pérdida de su poder al amanecer. El origen de esta creencia fue causado por las personas que viven en la parte baja del río Yangtzé, ello pega una imagen de gallo en la puerta cada Festival de Primavera. Ellos creen que esto disuade a estos espíritus y no entrar al resintió.

- En cuarto lugar, el gallo simboliza al dios del sol. Los antiguos chinos pensaban que los gallos representaban al sol ya que se despertaban todos los días cuando salía el sol.

- En quinto lugar, es la suerte. La palabra "gallo" (鸡, jī) en chino tiene una pronunciación similar a la de "suerte" (吉， jí). Se cree que antes de que fuera domesticado por la gente, el gallo pertenecía a la misma familia que el fénix. Los gallos son hermosos, con crines elegantes, plumas coloridas y cola dorada. Así que al principio la gente los llamaba. ji (吉), que significa suerte y creía que este animal traería suerte a las personas como el fénix.

- Los chinos pensaban que, los gallos realmente trabajan duro para encontrar comida todos los días, encuentran lo suficiente, sin nada de sobra.

- En la cultura china, representa prosperidad. Ellos se pueden reproducir muy rápido, esto representa la prosperidad en términos de población como de riqueza. En la antigua China, solía haber una tradición de que cuando un novio no podía estar presente en su boda, la gente tomaba un gallo para representarlo y lo colocaba junto a la novia mientras realizaba la ceremonia de la boda.

## Años y los cinco elementos

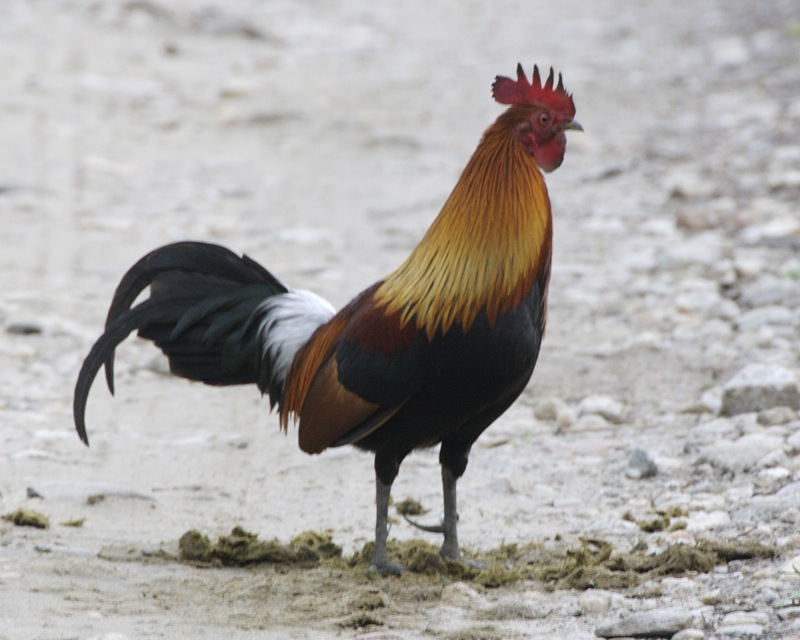
Gallo

- Del 22 de enero de 1909 al 9 de febrero de 1910: Gallo de Tierra.
- Del 8 de febrero de 1921 al 27 de enero de 1922: Gallo de Metal.
- Del 26 de enero de 1933 al 13 de febrero de 1934: Gallo de Agua.
- Del 13 de febrero de 1945 al 1 de febrero de 1946: Gallo de Madera.
- Del 31 de enero de 1957 al 17 de febrero de 1958: Gallo de Fuego.
- Del 17 de febrero de 1969 al 5 de febrero de 1970: Gallo de Tierra.
- Del 5 de febrero de 1981 al 24 de enero de 1982: Gallo de Metal.
- Del 23 de enero de 1993 al 9 de febrero de 1994: Gallo de Agua.
- Del 9 de febrero de 2005 al 28 de enero de 2006: Gallo de Madera.
- Del 28 de enero de 2017 al 15 de febrero de 2018: Gallo de Fuego.
- Del 13 de febrero de 2029 al 2 de febrero de 2030: Gallo de Tierra.
- Del 1 de febrero de 2041 al 21 de enero de 2042: Gallo de Metal.
- Del 19 de febrero de 2053 al 7 de febrero de 2054: Gallo de Agua.
- Del 5 de febrero de 2065 al 25 de enero de 2066: Gallo de Madera.
- Del 24 de enero de 2077 al 11 de febrero de 2078: Gallo de Fuego.
- Del 10 de febrero de 2089 al 29 de enero de 2090: Gallo de Tierra.
- Del 29 de enero de 2101 al 16 de febrero de 2102: Gallo de Metal.

## Compatibilidad
El Buey ganará con lo que pueda aportarle el Gallo a su existencia. También hará buena pareja con la serpiente. El Dragón encontrará muy de su agrado los grandiosos planes de futuro del Gallo. El Tigre, la Cabra, el Mono, el Caballo y el Cerdo también serán buenos compañeros para el Gallo.

## Incompatibilidad
El nativo del Gallo tendrá conflictos con los nacidos bajo el signo de la Rata, con quien buscará solo peleas. Tampoco encontrará el Gallo la felicidad junto al Conejo, por censuras o críticas que el Gallo considera destructivas. La relación del Perro con el Gallo será regular con altibajos, pero podrían trabajar juntos.Dos Gallos juntos, lo que conseguirán será una auténtica pelea de gallos.
| Precedido por: Mono | Signos del Zodíaco chino | Sucedido por: Perro |